# Monochromat
Monochromat bezeichnet ein Lebewesen, das nur eine Art von Farbrezeptoren (Zapfen) in der Netzhaut hat. 
Robben und die meisten Wale haben nur einen Zapfentyp, der im grünen Bereich des Spektrums optimal absorbiert. Daneben findet es sich bei allen niederen Wirbeltieren.
Es gibt auch seltene genetische Krankheiten, bei denen Patienten gar keine Zapfen haben; man nennt diese dann auch stäbchenmonochromat.